# Ahron Daum
Ahron Daum (6. ledna 1951 Bnej Brak – 27. června 2018 Antverpy) byl moderně ortodoxní rabín, pedagog, spisovatel a bývalý vrchní rabín Frankfurtu nad Mohanem.

## Osobní život a vzdělání
Ahron Daum se narodil 6. ledna 1951 v Bnej Brak ve zbožné aškenázské rodině. Jeho otec Šmuel Daum byl významný pedagog, spisovatel a veřejně činná osobnost. Pocházel z významné rabínské rodiny z Polska a Čech. Narodil se a žil v Mariánských Lázních, které byly před holokaustem významným letoviskem a rekreačním místem zbožných židů. S příchodem nacistů museli jeho rodiče uprchnout do mandátní Palestiny. Jeho matka Rivka Gina Daum pochází z rodiny prosperujícího obchodníka v Šoproni v Maďarsku.
Ahron Daum měl tři mladší bratry.
Svoje intenzivní náboženské vzdělávání zahájil ve věku 13 let v litevsko-chasidské ješivě Ružin v Bnej Brak. Ve 14 letech odešel do Velké Británie, kde pokračoval ve studiích na ješivě ha-Rama a poté v sionistické ješivě Etz Haïm v Montreux ve Švýcarsku. V roce 1975 získal ve Švýcarsku titul bakaláře a odešel do Jews’ College, kde získal bakalářský titul v židovských studiích (s vyznamenáním). Od roku 1978 studoval v Teologickém semináři rabi Isaaca Elchanana (RIETS ' 82) na Yeshiva University v New Yorku, kde získal magisterský titul v biblických studiích (s vyznamenáním). Rabínskou ordinaci obdržel od prof. rabína Josepha Soloveitchika. Odmítl nabídku pokračovat ve studiu, které by mu umožnilo získat titul dajan, a vrátil se do Evropy, kde se oženil s Francine Frenkel, se kterou měl tři dcery. Hovoří hebrejsky, anglicky, německy, francouzsky, nizozemsky a jidiš a má pasivní znalost aramejštiny a latiny.

## Práce a publikace
Rabín prof.[zdroj⁠?!] Ahron Daum byl plodným autorem, který psal na různorodá témata z oblasti židovských studií. Během svého života ve Švýcarsku byl pravidelným pisatelem halachických článků pro švýcarsko-německý židovský týdeník „Jüdische Rundschau“. Během svého působení ve funkci vrchního zemského rabína ve Frankfurtu nad Mohanem psal pravidelně články pro „Die Jüdische Allgemeine“ a dvouměsíčník „Die Gemeinde“. Od roku 2010 píše měsíční sloupek pro časopis Joods Actueel, nejrozšířenější židovskou publikaci v Belgii. V těchto sloupcích postihuje celé spektrum židovských studií, oblíbený byl jeho seriál o historii judaismu od osvícenství. Je autorem dvou knih. Jeho první kniha „Halacha aktuell“ je dvousvazkové dílo, napsané v němčině, které řeší halachické problémy a problémy současného zájmu[ujasnit] tak, jak se objevují v halachické literatuře a konkrétně Responsum[ujasnit]. Tato práce je unikátní v tom, že to byla první kniha psaná v němčině v poválečném období, která se komplexně zabývala halachickými problémy v literatuře Responsa[ujasnit]. Byla proto v halachickém světě přivítána s velkým nadšením a obdržela aprobace od mnoha význačných halachických úřadů.[zdroj⁠?!] Některé články této knihy byly napsány v rabínské hebrejštině a později byly samostatně publikovány pod názvem „Ijunim be-halacha“. Jeho druhá kniha byla „Die Jüdische Feiertage in Sicht der Tradition“ (Židovské svátky z pohledu tradice). Je to dvouhlasá[ujasnit] antologie kombinující halachické články, kázání, liturgické poznámky, homiletické myšlenky a folklorní a humorné příběhy spojené s židovskými svátky a šabatem. V současné době pracuje na několika knihách v nizozemštině, které zahrnují různá témata jako kabala, židovská historie, moderní židovský svět a jeho různé vztahy a další témata.

## Publikovaná díla
- Halacha aktuell, Jüdische Religionsgestze und Bräuche im modernen Alltag (Haag und Herchen Verlag, Frankfurt nad Mohanem, 1992, 2 Vol., p. 387 – p. 773)
- Iyunim b’Halacha (Haag und Herchen Verlag, Frankfurt nad Mohanem, 1992, p. 93)
- Die Feiertage Israels, Die jüdischen Feiertage in er Sicht der Tradition (Herchen Verlag, Frankfurt nad Mohanem, vol. I, 1993, p. 556, vol. II, 1994, p. 557)
- "Das aschkenasische Rabbinat: Studien über Glaube und Schicksal" (Julius Carlebach) / Die Rolle des Rabbiners in Deutschland heute (Ahron Daum)[zdroj⁠?!]